# Dýmějový mor

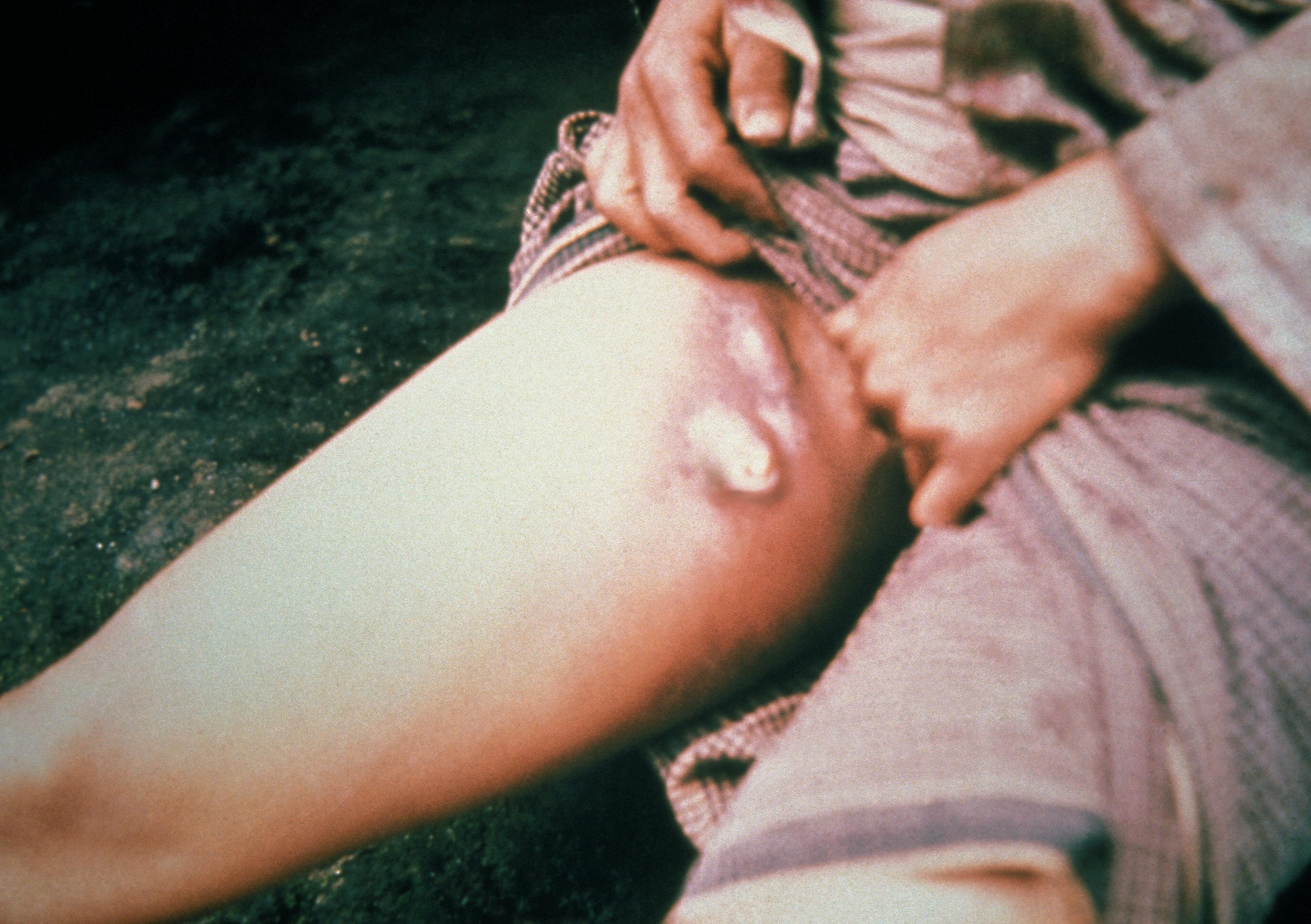
Zánět tříselných lymfatických uzlin jako projev dýmějového moru.

Dýmějový mor nebo bubonický mor je jedna z forem moru, smrtelné nemoci způsobené bakterií Yersinia pestis.

## Přenos a působení
Dýmějová forma moru je na člověka přenášena blechami (druhy Pulex irritans, Xenopsylla cheopis), které se infikovaly na nakaženém hlodavci (hlavně na kryse, která však příznaky netrpí, protože nemoc svého přenašeče nehubí). Po kousnutí infikovanou blechou dochází ke zhnědnutí kousance. Následuje zánět lymfatické soustavy, který se projeví boulemi („dýmějemi“) v oblasti mízních uzlin.

### Příznaky
- Inkubační doba 2–6 dnů, kdy se bakterie aktivně množí
- Obecný úbytek energie
- Horečka
- Bolest hlavy a pocit chladu dostavující se náhle na konci inkubační doby. Od tohoto okamžiku infekce buď začne ustupovat, nebo se stane smrtelnou.
- Zvětšení lymfatických uzlin vyúsťující v nadýmající se měchýřky hnisu, klasický znak dýmějového (bubonického) moru.
- Hnisající ložiska nakonec bolestivě prohnisají i skrz kůži. Úleva však nepřichází, ačkoli už hnis není natlakovaný: Poškozená je nejen kůže, praskly i uzliny. Rány se neuzavírají, naopak přetrvávají jako vředy a nastává celková otrava, sepse.

U „bubonicky“ zánětlivě zvětšených uzlin jsou prvotní symptomy velmi podobné množství jiných chorob, což způsobuje obtíže a zdržuje od včasné diagnózy.

### Klinický obraz
Po krátké inkubační době dochází k prudkému zvýšení teploty, doprovázenému třesavkou, bolestmi v kloubech a únavou. Pro bubonickou formu je charakteristický hnisavý zánět mízních uzlin, hlavně v tříslech a podpaží. Časem dochází k prasknutí hnisavých ložisek, což může způsobit celkovou sepsi. Plicní forma probíhá jako těžký zápal plic s velmi vysokou smrtností. Při neléčené bubonické formě je smrtnost kolem 60 %, při léčbě antibiotiky významně klesá. Z antibiotik jsou účinné chloramfenikol, aminoglykosidy a chinolony. V místech výskytu je též dostupné preventivní očkování.

## Mechanismus
Y. pestis proliferuje uvnitř lymfatických uzlin, kde je schopna se ubránit zničení buňkami imunitního systému jako například makrofágy a způsobuje tak lymfoadenopatii. Y. pestis má dokonce schopnost napadat imunitní systém.